# 1-Chlor-2-propanol
1-Chlor-2-propanol ist eine chemische Verbindung aus der Gruppe der Alkohole.

## Stereoisomerie
1-Chlor-2-propanol ist chiral, enthält also ein Stereozentrum. Es gibt somit zwei Stereoisomere, das (R)-Enantiomer und das (S)-Enantiomer. Das 1:1-Gemisch (Racemat) aus  (R)- und (S)-Enantiomer nennt man (RS)-1-Chlor-2-propanol oder (±)-1-Chlor-2-propanol. Wenn in der wissenschaftlichen Literatur oder in diesem Artikel ohne weitere Detailangaben „1-Chlor-2-propanol“ erwähnt wird, ist das Racemat gemeint.
| Enantiomere von 1-Chlor-2-propanol |                        |                        |
| Name                               | (R)-1-Chlor-2-propanol | (S)-1-Chlor-2-propanol |
| Strukturformel                     |                        |                        |
| CAS-Nummer                         | 19141-39-0             | 37493-16-6             |
| CAS-Nummer                         | 127-00-4 (unspez.)     |                        |
| EG-Nummer                          | 686-912-5              | 684-565-4              |
| EG-Nummer                          | 204-819-6 (unspez.)    |                        |
| ECHA-Infocard                      | 100.212.853            | 100.210.009            |
| ECHA-Infocard                      | 100.004.382 (unspez.)  |                        |
| PubChem                            | –                      | –                      |
| PubChem                            | 31370 (unspez.)        |                        |
| Wikidata                           | Q72457943              | Q72457946              |
| Wikidata                           | Q161602 (unspez.)      |                        |

## Gewinnung und Darstellung
1-Chlor-2-propanol kann durch säurekatalysierte Umsetzung von Allylchlorid mit Wasser oder Chlorhydrinierung von Propylen (wobei auch das isomere 2-Chlor-1-propanol entsteht) gewonnen werden.
Die Verbindung entsteht auch als Nebenprodukt bei thermischer Zersetzung von Tris(2-chlorisopropyl)phosphat.

## Eigenschaften
1-Chlor-2-propanol ist eine entzündbare, wenig flüchtige, farblose Flüssigkeit, die mischbar mit Wasser ist.

## Verwendung
1-Chlor-2-propanol wird als Zwischenprodukt zur Herstellung anderer chemischer Verbindungen wie Propylenoxid oder 3-Hydroxybutansäure verwendet.